# Ilene Woods
Jacqueline Ruth "Ilene" Woods (Portsmouth, 5 de maio de 1929 – Los Angeles, 1 de julho de 2010) foi uma atriz e cantora estadunidense, famosa por ter dublado a personagem Cinderela, do filme homônimo, da Disney, lançado em 1950.

## Discografia
- Walt Disney's Snow White and the Seven Dwarfs as Snow White (1949, RCA / Camden)
- It's Late (1957, Jubilee Records JGM 1046, LP, mono)

## Filmografia
| Ano  | Título             | Função                                | Notas         |
| ---- | ------------------ | ------------------------------------- | ------------- |
| 1945 | On Stage Everybody | Vencedor do concurso de talentos nº 3 |               |
| 1950 | Cinderela          | Cinderela                             | Voz           |
| 1972 | The Godfather      | Elena - Matrona                       | Não creditado |
| 1975 | Mirror             | Scrub Woman                           | Não creditado |